# Burg Gieboldehausen
Die Burg Gieboldehausen ist eine abgegangene mittelalterliche Niederungsburg in Gieboldehausen im Untereichsfeld im südlichen Niedersachsen.

## Lage
Gieboldehausen liegt im nördlichen Teil der Goldenen Mark am Zusammenfluss von Hahle und Rhume, die die Ortslage im Südwesten, Westen und Norden eingrenzen. Das ehemalige Burgareal befindet sich am nördlichen Rand des historischen Ortskernes von Gieboldehausen in der Rhumeniederung auf einer Höhenlage von etwa 150 Metern.

## Geschichte
Das Gebiet um Gieboldehausen gehörte im Früh- und Hochmittelalter zum sächsischen Liesgau. Für die Burg eines Grafen Biso in Gieboldehausen, die er dem Stift Gandersheim übergab und deren Steine er für den Bau der ersten Kirche im Ort verwendete, gibt es keine unmittelbaren Belege, sondern nur die Erwähnung in einer Duplikaturkunde aus dem Jahr 1256. Der nächstgelegene Grafensitz befand sich im nahen Katlenburg.
Für das Früh- bis Hochmittelalter wird ein herrschaftlicher Hof in Gieboldehausen angenommen, wo er sich genau befunden hat, ist nicht bekannt, vermutlich im Bereich der etwas höher gelegenen Kirche in Gieboldehausen. Diesem Herrenhof war eine Fluchtburg im heutigen Süden von Gieboldehausen auf der Erhebung Vogelsburg zugeordnet, das Gebiet heißt noch heute „auf der Burg“. König Heinrich II. hielt sich 1003 auf einer Reise in den Süden in Gieboldehausen auf, dieser Verweis gilt als schriftliche Ersterwähnung von Gieboldehausen. Eine Königspfalz befand sich hier aber nicht, der Ort war möglicherweise ein Königsgut und kam 919 an eine geistliche oder klösterliche Einrichtung (vermutlich an das Stift Gandersheim und nicht an das lange vermutete Stift Quedlinburg).
Wann die Burg errichtet wurde, ist nicht genau bekannt, vermutlich im 13. Jahrhundert durch die Herzöge von Braunschweig oder die Bischöfe von Hildesheim. Sie war als Wasserburg in der Rhumeniederung angelegt worden und hatte einen Durchmesser von 70 Meter. Dicht bei der Burg befand sich eine Furt durch die Rhume, wo mehrere Handels- und Reisewege aus verschiedenen Richtungen zusammen trafen. Im Jahr 1291 wurde die Burg erstmals schriftlich erwähnt, als sie im Herlingsberger Krieg, einer Fehde zwischen dem Bischof Siegfried II. von Hildesheim und den Herzögen von Braunschweig und Lüneburg, eingenommen und zerstört wurde. Die Burg war spätestens 1315 Verwaltungssitz der Amtleute oder Vögte für den Gerichtsbezirk (später Amt), wozu auch das Landgericht in Bernshausen gehörte.
Ab 1342 ging die Burg und das Amt schrittweise in den Besitz der Mainzer Erzbischöfe über. 1377 verpfändete Erzbischof Adolf von Mainz die Burg an Burchard von Medem mit der Auflage, für Baumaßnahmen die beträchtliche Summe von 400 Mark auszugeben. Es ist dabei nicht auszuschließen, dass damals eine Verlegung des Amtssitzes an den heutigen Ort stattgefunden hat. Den Bauplatz durfte der damalige Pfandinhaber nämlich frei wählen.
1403 wurden Burg und Dorf durch die Herzöge von Braunschweig belagert und teilweise zerstört, in einem Friedensschluss kam die Burg 1405 wieder an Kurmainz. Nach einer Urkunde von 1418 sollte Adolf von Nassau, ein Bruder des Kurfürsten, die Burg wiederherstellen. In einem Inventarverzeichnis der Burg werden 1485 unter anderem die Bewaffnung, Hausgeräte, Viehbestand und die dazugehörige Mühle und ein Brauhaus genannt. 1563 ist ein Wohnhaus auf der Burg gebaut worden, 1588 ein zweites. 1622 ist die Burg im Dreißigjährigen Krieg durch Truppen des Herzogs von Braunschweig zerstört worden und wurde erst nach 1673 wieder aufgebaut und wieder als Amtssitz genutzt. 1806 werden die Reste der Burg schließlich komplett abgebrochen.  1850 vernichtete ein Feuer das Amtshaus samt Wirtschaftsgebäuden und die Registratur mit sämtlichen Akten. Darauf errichtete man 1854 auf dem ehemaligen Burggelände das Hannoversche Amtshaus, welches später dann als Preußisches Amtsgericht genutzt wurde. Von der Burg existieren keine Baureste mehr und nur wenige archäologische Funde wurden gesichert (verfüllter Wassergraben, einige Scherben ab dem 13. Jahrhundert). Da aber keine weitergehende Bebauung des Geländes erfolgte, ist das runde Burgareal noch gut im Dorfbild erkennbar.

## Burgmannsitze und Dorfbefestigung
Zur Sicherung von Burg und Amt waren mehrere Burgmänner verantwortlich. Bis zu acht Burgmannsitze sind in Gieboldehausen bekannt. Diese waren vermutlich nicht alle auf der Burg ansässig, sondern besaßen eigenständige befestigte Höfe oder Häuser. Diese waren so um das Dorf angelegt, das sie mit der Dorfbefestigung, bestehend aus Graben und Wall mit Hecke oder Knick, zusammen ein Verteidigungssystem bildeten. Eingebunden in diese Dorfbefestigung waren die beiden Flüsse Hahle und Rhume, deren Wasser für den Graben genutzt wurde. An den Zufahrtswegen zum Dorf gab es befestigte Toranlagen, wie das Obertor. Von den Burgmannsitzen sind namentlich noch die Eulenburg und das Haus auf dem Wall bekannt. Das Haus auf dem Wall wurde Anfang des 16. Jahrhunderts durch Hans von Minnigerode zum heutigen Schloss umgebaut. Im 13. und 14. Jahrhundert wurden Burgmänner aus folgenden Adelsfamilien erwähnt: Kerstlingerode, Seulingen, Bültzingslöwen, Desingerode, Hagen und Gieboldehausen. Zum Amtssitz und zu den Burgmannssitzen gehörten Ländereien, die als Lehen vergeben waren. Das Burglehen der Herren von Bodensee – die Eulenburg – fiel nach dem Aussterben der Adelsfamilie Anfang des 17. Jahrhunderts an die von Kerstlingerode.

## Vögte und Amtleute
Die Burg war zunächst Sitz der braunschweigischen und später kurmainzischen Vögte und Amtsleute, von hier wurden die Dörfer des Amtes Gieboldehausen verwaltet. Von 1521 bis 1530 war das Haus auf dem Wall kurzzeitig kurmainzisches Amtshaus. Da der Burgbezirk zeitweise mehrere Besitzer hatte, gab es auch mehrere Burgherren. Eine klare Trennung von Burgvogt, Amtsleuten und Burgmannen ist in den historischen Urkunden nicht immer sicher möglich:
- 1315/16 ...von Medenheim und Burghard von Wildenstein (als braunschweigische Amtleute)
- 1334 Otto von Rusteberg[9] und Hartmann von Seulingen
- 1342 Graf Otto von Lauterberg, Hartmann von Sulingen und die übrigen Burgmannen[10]
- 1346 Ritter von Kerstlingerode
- 1347 Bertold v. Worbis und Johann v. Wintzingerode[11]
- 1369 Eckbrecht von Desingerode
- 1373 Tile von Bodungen[12]
- 1378 Herman von Gladebach, Siegried der Ältere und der Jüngere von Bültzingslöwen für mindestens 5 Jahre[13], Hans Otto und Henrich von Hagen
- 1392 Hans, Otto und Heinrich von Hagen (Westernhagen?)
- 1418 Adolf von Nassau (ein Bruder des Kurfürsten) soll die Burg wiederherstellen
- 1449 Hans von Grona[14]
- Diele von Germershausen[14]
- 1462 Heinrich von Minnigerode[14]
- 1463 an die Städte Duderstadt und Heiligenstadt verpfändet
- 1442 Dietrich von Uslar, 1477 Henrich von Uslar
- 1479, 1493 Henrich und Kraft von Bodenhausen
- 1495 Johannes von Minnigerode (der Ältere)[15]
- 1516 Henning Brottengeier[14]
- 1519 Herwig von Milliges/Amilii?[16], Joachim von Bodensee, Hans von Grohne und andere
- 1521–1532: Hans von Minnigerode (der Jüngere)[15]
- 1533–1555 Christoph Polle[15]
- 1560–1574 Johann Joachim Selge[15]
- ca. 1574–1592: Burchard von Bodungen[15]
- 1604–1618 Gobelinus Klein[15]
- 1618–1635 Kilian Drippel[15]
- 1633–1634 Georg Germer (als braunschweigischer Amtmann)[14]
- 1642–1655 Johann Jagemann[14]
- 1642–1649 Georg Polmann (von Könicksmarck eingesetzter Amtsmann)[14]
- 1650–1656 Johann Jodocus Helmsdorf[15]
- 1656–1703 Heinrich Wedekind[14]
- 1703–1721 Diedrich von Kaiserberg[14]
- 1722–1761 Philipp Valentin Spönla[14]
- 1761–1767 Anselm David Valentin Spönla[14]
- 1767–1774 Georg Philipp Teitzel[14]
- 1774–1802 Daniel Klinckhardt[14]